# Dolça meva
Dolça meva (en castellà Mi dulce) és una pel·lícula dramàtica espanyola del 2001 dirigida per Jesús Mora Gama i protagonitzada per Aitana Sánchez-Gijón, Bárbara Goenaga i Unax Ugalde. Ha estat traduïda al català.

## Sinopsi
La Laura és una adolescent de quinze anys que viu en un barri pobre d'una gran ciutat i que un dia rep una carta de la seva mare, de qui feia deu anys que no en tènia notícies. Necessitada de respostes i alternatives a l'entorn hostil que l'envolta i decideix anar als Països Baixos a buscar-la. Tanmateix, la seva germana gran, Àngela, que és policia i ha tingut cura d'ella des de petita, vol evitar per tots els mitjans que marxi.
a Laura decideix anar a Holanda a buscar-la, necessitada de respostes i alternatives a l'entorn hostil que l'envolta. Per això haurà d'enfrontar-s'a l'Àngela, la seva germana gran, una jove policia que sent una nena es va veure obligada a portar els regnes de la família quan es van quedar orfes. L'Àngela intentarà per tots els mitjans retenir la Laura amb ella per no quedar-se sola. Poc a poc la violència que l'envolta farà que perdi el control. Laura, però, sentirà noves sensacions de mans d'Oscar, un company d'institut amb qui fins aleshores havia tingut molt poca relació.

## Repartiment
- Bárbara Goenaga - Laura
- Aitana Sánchez-Gijón
- Unax Ugalde - Oscar
- Santiago Ramos - Fermín
- Francesc Orella - Antonio
- Boris Ruiz - Jose María
- Fermí Reixach - Mario

## Nominacions i premis
- Fou nominada al Sant Jordi d'Or al 23è Festival Internacional de Cinema de Moscou.[5]
- Premi Turia al millor actor revelació per Unax Ugalde (2002)[6]